# Glanidium catharinensis
Glanidium catharinensis är en fiskart som beskrevs av Miranda Ribeiro 1962. Glanidium catharinensis ingår i släktet Glanidium och familjen Auchenipteridae. IUCN kategoriserar arten globalt som otillräckligt studerad. Inga underarter finns listade i Catalogue of Life.